# Zdeněk Koželuha
Zdeněk Koželuha (24. dubna 1917 Brno – 15. října 1942 Věznice Plötzensee) byl český student a odbojář z období druhé světové války popravený nacisty. Jeho bratrem byl hudební skladatel a pedagog Lubomír Koželuha.

## Život
Zdeněk Koželuha se narodil 24. dubna 1917 v Brně Aloisi a Františce Koželuhovým. V roce 1937 maturoval na Českém státním reformovaném reálném gymnáziu v Králově Poli, aby poté nastoupil na Vysokou školu technickou v Brně, kde studoval strojní inženýrství. Po uzavření českých vysokých škol nacisty v roce 1939 pracoval na seřaďovacím nádraží Brno-Maloměřice. Vstoupil do protinacistického odboje a stal se vedoucím vysokoškolské sekce brněnské Obrany národa. Během vlny zatýkání v listopadu 1939 odešel do Zlína, kde pracoval u firmy Baťa. Zatčen gestapem byl 6. března 1940, vězněn pak v Sušilových a Kounicových kolejích v Brně, dále v Breslau, Wohlau, Neumünsteru, Hamburku a Berlíně. Zde byl 2. července 1942 odsouzen k trestu smrti a 15. října téhož roku popraven gilotinou ve věznici Plötzensee.

## Posmrtná ocenění
- V roce 1948 obdržel Zdeněk Koželuha in memoriam titul Ing.